# Kili Holm
Pour les articles homonymes, voir Holm.
Kili Holm est une île du Royaume-Uni située dans l'archipel des Orcades en Écosse.